# Grzymkowice
Grzymkowice – wieś w Polsce położona w województwie łódzkim, w powiecie rawskim, w gminie Biała Rawska.
Wieś wymieniana jest w 1579 r. jako Bialle Grzimkowice.
Do 1953 roku istniała gmina Grzymkowice. W latach 1954–1961 wieś należała i była siedzibą władz gromady Grzymkowice, po jej zniesieniu w gromadzie Dańków. W latach 1975–1998 miejscowość administracyjnie należała do województwa skierniewickiego.
Osada leży w północno-wschodniej części województwa łódzkiego, na terenie równinnym i liczy około 270 mieszkańców. We wsi działa jednostka OSP Grzymkowice.
Wieś od 14 września 1992 jest siedzibą parafii Grzymkowice – Byki z kościołem pw. Matki Bożej Częstochowskiej.
Okolicę stanowią głównie pola uprawne, sady oraz niewielkie obszary łąk. W pobliżu wsi przepływa rzeka Białka. Na terenie wsi znajduje się wpisana do rejestru zabytków nieruchomych (nr rej.: 540 z 5.05.1980) aleja lipowa, o długości ok. 600 metrów, składająca się z ponad 90 drzew lipy drobnolistnej w wieku 100 – 120 lat.